# Ri (divisão administrativa)
Um Ri é uma unidade administrativa existente na Coreia do Norte e Coreia do Sul. É equivalente a uma aldeia.